# Albert-Charles Wallet
Albert-Charles Wallet, né le 29 février 1852  à Valenciennes et mort en septembre 1918 à Valenciennes, est un peintre français.
Il entre à l'école des Beaux-Arts où il est l'élève d'Alexandre Cabanel.

## Œuvres principales
- Les hêtres du sentier des Vaux, à Cernay-la-Ville (salon de 1884)[2]
- Calme (salon de 1898)[3]
- Environs de Paris - petit bras de la Seine près de l'île de Vaux (salon de 1898)[3]
- Paysage, musée des Beaux-Arts de Valenciennes[4]